# 曹荻秋
曹荻秋（1909年8月1日—1976年3月29日），本名曹骢，字仲榜，号健民，曾用名曹培金、曹雪樵，化名张云卿，男，四川资阳人，中华人民共和国政治人物，曾任上海市人民委员会市长，中共八大代表、第一至三届全国人大代表。

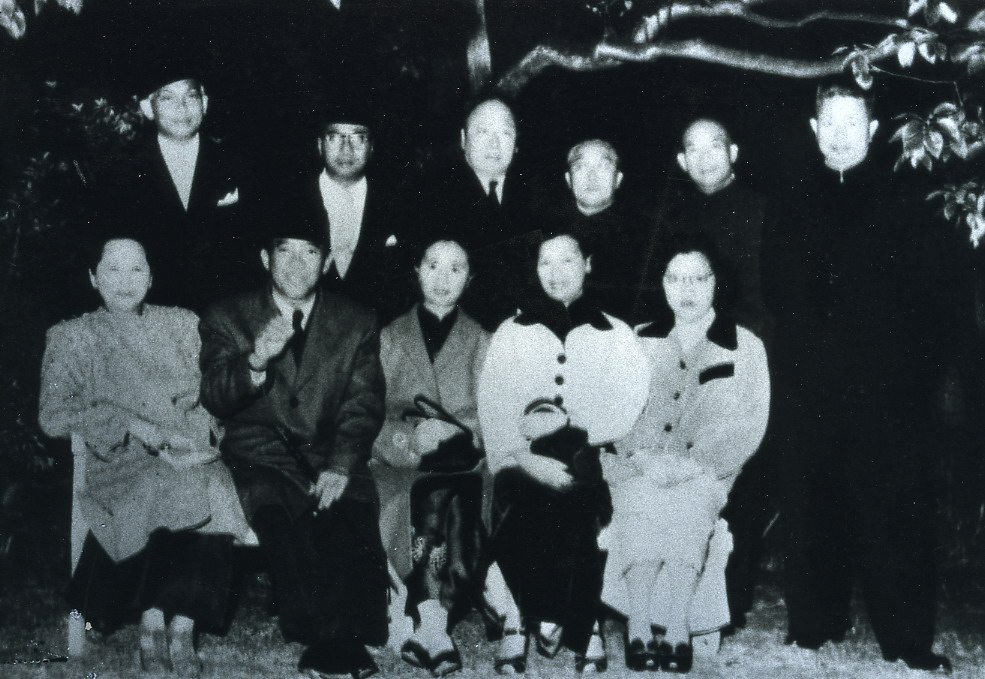
后排右三为曹荻秋

## 生平
1909年8月1日，曹荻秋出生於四川省资阳。1929年加入中国共产党，在四川大学就读毕业。1932年至1937年因共产党员身份被捕入狱。抗日战争爆发后在苏北参加游击战。
中华人民共和国成立后曹荻秋赴重庆，从1952年9月起任重庆市长。1955年11月被调赴上海任副市长，从1965年开始任市长，并在任职期间逮捕了林昭。1967年2月被江青等罢免并被关押。1976年3月29日病逝于上海狱中。1978年，中共对曹荻秋平反。

## 相关资料
- 《曹荻秋言论集》（文革资料）1967
- 《曹荻秋谎言集》（文革资料）1967
- 《盐城人民缅怀曹荻秋》2005盐城市新四军研究会，盐阜大众报社
- 《丹心铁骨曹荻秋》2009重庆出版社
- 《故垒萧萧芦荻秋:曹荻秋百年诞辰纪念画册》2009中共党史出版社

## 家庭
- 夫人石斌、汪圆
- 女儿曹晓兰（曾任淮北市副市长）、曹琦、曹莉莉，
- 儿子曹紀云、曹嘉扬。